# Unger Emil (zoológus)
Unger Emil (Budapest, 1883. június 17. – Budapest, 1945. február 28.) magyar zoológus, ichthiológus, hidrobiológus, az első magyar halászati biológus. Ismert műve az első magyar halhatározó. Több tudományos és ismeretterjesztő cikke jelent meg bel- és külföldi szaklapokban. Budapest második világháborús ostroma során egy bombatámadás következtében hunyt el.

## Életpályája
Unger József és Matejka Viktória fia. Budapesten szerzett egyetemi végzettséget természetrajz- földrajz szakos tanárként. 1908-tól halászati biológusként a Halélettani és Szennyvíztisztító Kísérleti Állomáson dolgozott. Az intézetnek 1919-ben igazgatójává nevezték ki. A Tanácsköztársaság idején tanúsított lojális magatartása miatt megfosztották igazgatói állásától, de mindezek ellenére, maradhatott továbbra is az intézet dolgozója. 1919-ben doktorált botanikából, de ezzel szemben tudományos tevékenysége során a halak biológiájával, életmódjával, rendszertanával és elterjedésével foglalkozott. Haltenyésztésből magántanári képesítést is szerzett. A második világháború vége felé Budapesten bombatámadás áldozata lett és 1945. február 28-án belehalt a sérüléseibe.

## Munkássága
Javarészt az édesvizek tanulmányozásával foglalkozott és ő írta az első magyar halhatározót, "Magyar Édesvízi Halhatározó" címmel. A halfaunisztikai vizsgálatai mellett halélettani és vízminőségi vizsgálatokat is végzett. 1924-től 1943-ig szerkesztette a Halászat című folyóiratot. Tudományos és ismeretterjesztő cikkei jelentek meg bel- és külföldi szaklapokban egyaránt. A hazai vad- és tenyésztett pontyokon végzett vizsgálódásai nagy jelentőséggel bírtak. A pontytenyésztés szakirodalmába bevezette az úgynevezett aránylagos hátszélesség fogalmát, amely a fajkiválasztás nézőpontjából igen fontos lett a halgazdaságok számára. Nemzetközi együttműködésben is kiemelkedett tevékenysége, hiszen a Nemzetközi Halászati Kongresszus elnöke és a Nemzetközi Limnológiai Egyesület titkára volt.

### Főbb művei
- Az ipari szennyvizek és azok hatása a halakra. Bp., 1912.;
- Magyar édesvízi halhatározó. Bp., 1919.;
- Az élő halak szállítása és raktározása. Bp., 1929.;
- A halak hideggel való konzerválása. Bp., 1930.;
- A haltenyésztés biológiai alapjai. Bp., 1930.;
- Magyarország halai és halászata. Bp., 1941.

## Emlékezete
Herman Ottó és Vutskits György mellett a magyar ichthiológia nagyjai közé kell sorolni tudományos tevékenységét. Nemzetközi megtiszteltetés volt, hogy a Stuttgartban kiadott Demoll-Mayer-féle Handbuch der Binnen-Filcherei Mitteleuropas sorozat IV. kötetetének szerkesztésekor őt kérték fel, hogy írja meg a süllő és a harcsa tógazdasági tenyésztéséről szóló részt.